# Veľký Cetín
Veľký Cetín (in ungherese Nagycétény, in tedesco Gross Zitin) è un comune della Slovacchia facente parte del distretto di Nitra, nella regione omonima.